# Victor Naghi
Victor Naghi (n. 27 martie 1920, București – d. 25 martie 2000, București) a fost, în felul său, un autodidact, director emblematic al Întreprinderii ARO din Câmpulung, pe care a condus-o cu succes, în perioada comunistă, timp de 25 de ani, până la vârsta pensionării.

## Biografie
Victor Naghi s-a născut la București, într-o familie de muncitori, tatăl său fiind ungur și mama săsoaică. Fostul secretar al lui Naghi, învățătorul Valentin Găiduț, mărturisea, în 2010, că ”tatăl lui era potcovar, iar mama a fost la ciur, la moara lui Assan - atunci nu erau mecanisme, se dădea la ciur - ea era o femeie mare și puternică. Singura fiică a directorului Naghi este doctor în Științe Stomatologice, iar ginerele a fost marinar comandant de navă.” El a murit într-o zi de ”sâmbătă, 25 martie 2000, la București, după o lungă și grea suferință, cu doar două zile înainte de a împlini 80 de ani”. În acea zi, ”la ARO, la porți, a fost expus tabloul lui VICTOR NAGHI și s-a anunțat că cei care vor să-i aducă un ultim omagiu – angajați sau nu la ARO – pot face deplasarea la București cu autobuze puse la dispoziție de uzină”. Despre înmormânarea sa povestește Gheorghe Maidan, unul dintre foștii angajați ARO: ”Am fost la înmormântare, la București, la Victor Naghi. A fost înhumat la Cimitirul Civil Ghencea din Capitală. S-au pus la dispoziție de către uzină două autobuze, care au fost pline cu angajați ai fabricii. Dar, pe lângă aceștia, au fost mulți mai mulți care au mers cu mașinile personale, dar și dintre cei care erau detașați cu serviciul în București. Toți au venit la înmormântarea lui Naghi și toți l-au deplâns pe marele director.”  Soția sa, Ioana Naghi, după moartea acestuia, a donat Muzeului Municipal din Câmpulung mai multe fotografii, decorații și obiecte simbolice diverse legate de Victor Naghi și ARO.

## Studii
Înainte de Al Doilea Război Mondial, Naghi a fost ucenic la Fabrica ”Dumitru Voina” din București, devenind strungar.
Mai târziu, în 1965, după ce era director de ani buni, Naghi a absolvit, la seral, Liceul Dinicu Golescu din Câmpulung. Despre modul cum a intrat la liceu, Naghi povestea, în stilu-i caracteristic, următorul episod:  „Am dat și eu examen la liceu, la „Dinicu Golescu”. Aveam de acasă pregătită fițuică și mă descurcam la copiat. Îmi cereau toți fițuica. Le-o dădeam din mână în mână, pentru că ei nu erau în stare să-și construiască o fițuică…”
În 1978 frecventează Universitatea Politică și de Conducere din București.

## Armata și războiul
În perioada mai 1942 - mai 1945, Naghi și-a făcut stagiul militar la Regimentul 35 artilerie Sibiu, cu care a participat pe ambele fronturi (Frontul de Est și Frontul de Vest). El a fost lăsat la vatră caporal și în 1947, ”pentru faptele de arme, devotamentul și priceperea de care a dat dovadă pe câmpul de luptă” i s-a conferit, prin decret al regelui Mihai, medalia ”Bărbăție și Credință" cu spade, clasa II.

## Activitatea politică[8]
În decembrie 1946, Naghi devine membru al Partidului Comunist Român. 
Funcții îndeplinite, pe linie de partid:
1957–1982, membru al biroului Comitetului județean de partid Argeș, al Comitetului orășenesc de partid Câmpulung și deputat în Consiliul popular al județului Argeș;
21 iul. 1972–28 nov. 1974, membru supleant al C.C. al P.C.R.;
28 nov. 1974–23 nov. 1984, membru al C.C. al P.C.R.
După cum se poate observa, Naghi nu a fost niciodată activist de partid, a avut doar funcții executive, pe linie de partid, funcția sa de bază fiind însă, întotdeauna, aceea de director, un ”director bun” dar ”comunist cu patru clase”, cum îl catalogau liberalii din Câmpulung.

## Activitatea profesională[8]
1934 – mai 1942, ucenic strungar la Fabrica „Dumitru Voina“ din București (devenită, mai târziu, uzinele “Aversa”);
mai 1942  – mai 1945, stagiul militar și participant la război;
iunie 1945 – 1946, strungar la Uzina de pompe București (Aversa);
1946 – 1948, șef de secție la Uzina de pompe București (Aversa);
1948 – 1949, director al Uzinei de pompe București (Aversa);
1949 – 1953, director al Uzinei Vulcan din București;
1954 – 1955, director adjunct la Secția comercială a Sfatului popular al Capitalei;
1955 – 1956, director al Întreprinderii de construcții speciale și montaj Călan;
ianuarie 1957 – 1982, director al Uzinelor Mecanice Câmpulung-Muscel.

## Activitatea managerială
După război, Victor Naghi s-a întors la vechiul său loc de muncă, unde lucra ca strungar, și, după Naționalizarea din 1948, și-a început, într-un mod original, cariera de director, specific perioadei comuniste de început. După ce a mai fost director, prin alte câteva locații, în 1957 el a fost numit director la Întreprinderea Metalurgică de Stat (IMS) Câmpulung și aici a activat, ca director general, până la vârsta pensionării, în 1982.
Primul director ales de muncitori la Fabrica ”Dumitru Voina”
În noaptea zilei de 11 iunie 1948, imediat după intrarea în vigoare a Legii Naționalizării, Victor Naghi a devenit primul director ales de muncitori al Fabricii ”Dumitru Voina”, unde lucra. Victor Naghi povestea, mai târziu, că atunci când a auzit că i s-a rostit decizia: «Naghi Victor, director la „Voinea"! A încremenit, pe urmă brusc s-a înfuriat. — Tovarăși, nu mă duc eu director la fabrică, neam de neamul meu n-a fost director decît în casă la el! Pe mine lăsați-mă la fiare, la meserie, unde mă pricep! Ce să caut eu director? „Lasă, lasă, tovarășe Naghi, te descurci, te ajutăm și noi", mi-a zis unul. Ce să mă mai ajutați, dacă eu nu știu nici măcar la ce mă puteți ajuta? „înveți, mi-a zis altul, înveți ca să arăți că muncitorii nu sînt buni numai să tragă la șaibă, ci că ei pot să și conducă fabrica în care muncesc, că ei nu sînt mai proști decît patronii"». După acest episod, într-o fotografie apărută în ziarul ”Scânteia” din 5 ianuarie 1949 era prezentat Victor  Naghi purtat pe brațe de tovarășii săi de muncă de la fabrica ”Vasile Roaită” (așa se numea, imediat după naționalizare, fosta fabrică ”Dumitru Voina”).
Lansarea pe piață a modelului IMS – 57, primului autoturim de teren românesc
”Botezul noului născut, primul automobil românesc de teren, s-a făcut chiar în perioada când în fruntea întreprinderii muscelene a venit un nou director”, Victor Naghi, care ”a avut ideea ca prima mașină să se numească I.M.S.-57”. Acesta era mașina pe care Chivu Stoica o comandase și pe care și-o dorea o copie fidelă a GAZ-ului rusesc, iar pentru realizarea  ei îl trimisese pe Naghi la Câmpulung, cunoscându-l bine și inspirându-i încredere. În luna iunie a anului 1957 a fost realizat prototipul și a fost trimis la București, însoțit fiind de Naghi și de câțiva dintre specialiștii implicați în acest proiect, pentru prezentarea lui în fața ministrului Carol Loncear, a primului ministru Chivu Stoica și a altor specialiști din ministerul construcțiilor de mașini. Fostul director tehnic al fabricii de la Câmpulung, Victor Frântu, prezent și el la acest eveniment decisiv în istoria ARO, când Naghi a știut să spună da, atunci când a trebuit, următoarele: «Chivu Stoica a dispus să fie adus GAZ-ul sovietic și comparat, prin aliniere, cu prototipul pe care i-l adusesem noi. Diferența de lungime dintre cele două automobile a fost repede sesizată, așa încât Chivu Stoica a cerut o cretă roșie - culoarea spune mult despre concepția acelei vremi - și a făcut o dungă pe prelata prototipului, arătând că pe acolo trebuie „tăiat”. Deși am argumentat tehnic necesitatea păstrării lungimii prototipului, am fost apostrofați cu formula „Faceți așa cum spun eu, nu cum vreți voi!”. În acel moment, Naghi mi-a făcut un semn discret - m-a călcat pe picior - în sensul să nu mai insist. Am fost nevoiți să acceptăm dispoziția primului ministru, care ne-a pus în vedere ca, până în luna octombrie, să executăm 10 automobile, care aveau să se numească IMS 57.» 
Dezvoltarea, an de an, a platformei industriale muscelene și a gamei de produse
Pe vremea când Naghi era director la ARO, potrivit foștilor angajați, ”Tot timpul, am construit și am dotat.”  Gheorghe Maidan, fost angajat ARO, își amintește: ”știu că prima dată, în partea dreaptă, s-a construit dispensarul uzinei, în partea stângă, era fostul dispensar, pe care l-au dărâmat și acolo au făcut Aula Facultății de la ARO.” Pe de altă parte, inginerul Dumitru Dobrițoiu, de la fosta Fabrică de matrițe a lui ARO, spune: ”Când am venit aici, era marele om, care a fost un director adevărat, un promotor al autoturismului românesc, Victor Naghi. Aducea oameni la uzină din toate „văgăunile”, mai jos de Malu cu Flori, până la Domnești. Trimitea mașinile de serviciu după ei, ca să-i aducă la muncă. Așa a început munca. Nu era așa simplu să faci o mașină.” La începutul anilor '70, Victor Naghi a gândit un sistem de alimentare cu apă a platformei industriale ARO, cu zece puțuri forate. Acum, acele foraje executate la ordinul directorului Victor Naghi au ajuns soluția de rezervă a Câmpulungului, în caz de avarie la conducta de aducțiune.
Inițierea și dezvoltarea brandului ARO
Prima apariție a noului model ARO 240 a avut loc la EREN 1969 (Expoziția Realizărilor Economiei Naționale), în București. După doi ani, în 1971, directorul Victor Naghi a pus la dispoziție, pentru prima dată, autoturismul ARO 240, care, pe atunci, erau încă un prototip, pentru a fi fotografiat în împrejurimile Câmpulungului.  Pilotul muscelean Ion Dorcioman, care din 1968 se transferase la Dacia, a fost martorul unei întâmplări memorabile petrecute la București, când Victor Naghi a câștigat în fața lui Marin Mitrache, șeful Centrului de Cercetare Științifică și Inginerie Tehnologică pentru Autoturisme Pitești (C.C.S.I.T.A. Pitești). El povestește că:  «Pe timpul lui Naghi, noi [n.a. cei de la Dacia] am făcut o mașină de mic litraj. Micuță, în genul Lăstunului. Dar nu semăna cu Lăstunul, era diferită ca aspect. Și ne-am dus cu ea la Ceaușescu. Ei (n.r. conducerea de la ARO) au venit cu ARO 10. A venit Ceaușescu, s-a uitat… primul care a prezentat mașina a fost al nostru, Marin Mitrache. Dar n-a știut cum s-o prezinte. În momentul în care vrei să faci o treabă, mai tragi niște bărbi, mai pui o virgulă… Omul a fost realist: „Asta e mașina”. „Sunteți în stare s-o faceți?”, a întrebat Ceaușescu. „Tovarășul secretar general, să vedeți că… n-avem pregătire de fabricație.” „Păi, de ce ați venit, mă, cu ea aici? De ce ați venit cu ea aici?” Naghi, șmecher! Urma el. „Ia, Naghi, tu ce ai făcut?” „Tovarășul secretar general, am adus [n.a. împreună cu prototipul ARO 10] un album.” A scos acesta un album mare, cu poze color. Printre multele fotografii care arătau folosința mașinii era una în care apărea o scroafă cu șase purcei în mașină. „Măi Naghi, asta ce mai e?” „Tovarășul secretar general, omul, țăranul nostru cumpără mașina asta pe care vrem noi s-o facem. Și are o scroafă cu șase purcei, așa cum vedeți aici. O urcă în mașină frumos, se duce cu ea la târg, vinde purceii și trăiește bine.” „Sunteți în stare s-o faceți?” „Cum să nu?! De ce-am venit cu ea aici?!”, a dat Victor Naghi răspunsul pe care îl aștepta Nicolae Ceaușescu.»
Promovarea exportului de autoturisme ARO pe toate meridianele lumii
În 1965, la doar 8 ani de la nașterea sa, automobilul de teren românesc a fost lansat pe piața externă, în 1976  ”automobile cu marca ARO putând fi întâlnite pe drumurile Europei, Asiei, Americii de Sud și Africii”, cum se mândrea directorul Naghi. În timpul cât el a fost director, autoturismele ARO se exportau în 53 de țări. ”Unul dintre principiile directorului Victor Naghi, după care se ghida în momentul desemnării persoanei, care urma să fie trimisă în afara granițelor țării, pentru testarea mașinii, era următorul: tehnicianul propus să meargă la probe și demonstrații să fie cel care se ocupa de pregătirea autoturismului expediat în statul pe a cărui piață dorea să pătrundă întreprinderea câmpulungeană. Argumentul avut în vedere de Naghi era ca specialistul uzinei să nu mai aibă motive să reclame de la fața locului că nu funcționează o componentă sau alta a autovehiculului.”
Exportul era pentru Naghi un bun motiv de a cere fonduri pentru noi investiții. Unul dintre inginerii de la ARO își aminteste, de pildă că: “Nicolae Ceaușescu pleca întotdeauna mulțumit de la ARO. Cel puțin, cât timp a fost director Victor Naghi, vizitele se derulau într-o atmosferă fastuoasă, cu prezentări de planuri, de planșe, cu evoluții, perspective ale uzinei. Cand ii vorbea de perspective lui Ceaușescu, pentru Naghi era cel mai bun moment să aducă vorba de bani pentru ARO: «Tovarășe secretar general, ca să facem asta, ne trebuie atâția bani», începea Naghi. «Avram, ai auzit?», îl atenționa Ceaușescu pe ministrul Industriei Construcțiilor de Mașini. Și în scurt timp soseau fondurile, pentru că lui Ceaușescu îi plăcea dezvoltarea, îi plăcea ca întreprinderea să fie mare. Și știa că 90% din producție era export. «Aveți grijă cu exportul, că nouă ne trebuie valută», atrăgea el atenția de fiecare dată când venea la Câmpulung.”
Inițierea și susținerea curselor automobilistice off-road
De competițiile automobilistice la are participa ARO, se ocupau mai multe secții din uzina musceleană dar totul se desfășura sub îndrumarea directă a directorului Victor Naghi. Filiala orășenească A.C.R. Câmpulung Muscel și Asociația Sportivă „Muscelul”, de la ARO, au organizat, într-o zi de duminică, 13 noiembrie 1977, prima competiție de cross cu automobilul din România. După succesele avute la acest eveniment, inginerul Constantin Ghinescu, pilot de curse în fosta echipă de raliuri a lui ARO, relata că ”directorul Naghi și-a expus, multe săptămâni, cupa și diplomele câștigate de noi, pe biroul său. Se lăuda la toată lumea cu rezultatul nostru, era mândru de noi. Ne-a dat și premii în bani, pe care i-am donat sinistraților, în urma cutremurului din acel an, 1977. A fost inițiativa tuturor, a fost un premiu simbolic, care a mers către sinistrați.”
A fost ctitorul primei fabrici românești de matrițe auto
Victor Naghi a avut ”răfueli aprinse” pentru dobândirea terenului necesar construirii Fabricii de matrițe, teren ce aparținea fostului CAP Câmpulung. Interesul liderilor politici era absolut justificat, sprijinindu-l pe Naghi, de vreme ce fabrica reprezenta ajutorul pe care China îl acorda României, greu încercate de efectele inundațiilor din anul 1970. O contribuție substanțială în realizarea acestei fabrici a avut-o și fostul președinte al Chinei, Jiang Zemin, care, la vremea respectivă, era un inginer extrem de apreciat. ”În calitate de președinte al Chinei, Jiang Zemin a efectuat o vizită oficială în țara noastră, în iunie 1996. Pe când se afla la Brașov, a întrebat de Costache Dorobanțu și de Victor Naghi, pe care voia să-i revadă. Întâlnirea atât de dorită de președintele chinez n-a avut loc, însă.”
Susținerea și dezvoltarea învățământului muscelean de specialitate
Victor Naghi a contribuit, în mod esențial, la formarea tinerilor specialiști în domeniul construcției de automobile, fiind inițiatorul și susținătorul, prin toate mijloacele, al Institutului de Subingineri și al Grupului Școlar de Construcții de Mașini de la Câmpulung. Școala profesională IMS a funcționat, la început, în sala de ședințe a uzinei. Institutul de subingineri a fost creat în 1976, într-o clădire lipită de fabrică, unde muncitorii învățau după orele de program. Ion Cotescu, un fost mecanic auto montor la ARO, astăzi ajuns vânzător de ziare, își amintește că „De la «șoimii patriei», din grădiniță, te educau ca viitor muncitor la Aro. Se ducea directorul Naghi la grădinițe și copiii cântau și se jucau cu mașinuțe Aro făcute din lemn". Pentru a-i determina să vină la ARO, Victor Naghi le trimitea viitorilor elevi scrisori ”de curtoazie” și pliante cu autoturismele IMS și ARO 24.
A contribuit, trup și suflet, la dezvoltarea edilitară a orașului Câmpulung
Victor Naghi este considerat de musceleni ”artizanul dezvoltării Câmpulungului”. În calitatea sa de deputat în Marea Adunare Națională, Naghi a făcut demersuri la conducerea centrală pentru înființarea Casei de Cultură a Sindicatelor din oraș. Așa a apărut Hotărârea Consiliului de Miniștri al Republicii Socialiste România, din 22 ianuarie 1968, privind aprobarea executării lucrării „Club sindical cu sală de spectacole de 500 de locuri în orașul Câmpulung Muscel, regiunea Argeș”. „Clubul isteților” de pe Bulevardul „Pardon” din Câmpulung a fost tot o idee a lui Victor Naghi; acesta se dorea  a fi un lăcaș de știință și cultură al constructorilor de automobile, în care se intra numai pe bază de legitimație specială, cu costum și cravată. În 1974, Victor Naghi avea acasă o machetă ce prefigura viitorul orașului Câmpulung, machetă pe care i-o făseră cadou tovarășii săi.
Promovarea, cu tact și pricepere, a unei discipline muncitorești exemplare
Fostul maistru principal de la ARO, Alexandru Poștoacă, își amintește, din perioada 1981: «Eram foarte bine verificat. Venea seara, venea ziua. Într-o zi, aflasem că Naghi este în secție și știam că trebuie să-i dau raportul, cu numărul de maiștri, numărul de muncitori, cine lipsește și de ce. Ies repede în fața lui, îi dau raportul și-mi spune: „Hai cu mine prin secție.” Directorul, căruia i se adusese la cunoștință că Alexandru Poștoacă muncește foarte bine, prinsese o simpatie pentru el. Începe el să strige prin secție, iar eu o „sfeclisem”, aveam inima cât un purice. ”Mă, de ce e apă solubilă aici jos?” „Este apa de răcire a sculei (a frezei, a strungului, etc.). Chinezii au răcirea cu aer.”, i-am răspuns. Atunci, Victor Naghi mi-a spus: „Te duci în birou, îți faci o hârtie, știi tu de care” – mi-am dat seama ce mă punea Naghi să fac, foaia de penalizare – “semnezi tu și mi-o aduci imediat sus, la uzină.”, a fost cerința directorului întreprinderii. Eu, mai în glumă, mai în serios, am făcut hârtia. Ce-am scris acolo? 10% pe trei luni. Am crezut că el, atunci când va vedea o sancțiune atât de mare, o să spună: „E prea mult, nu se poate.” Am mers cu hârtia la el, la birou, și-a pus ochelarii și a început: „Ai scris-o bine, mă.” Mi-a dat pixul lui și mi-a cerut: „Semnează aici, că ai vrut tu, nu că ți-am dat-o eu.” Eu mi-am zis în gând: „Ce prost sunt!” Am semnat, făcând o iscălitură mai mare ca a lui, în dușmănie. Mi-a venit copia, că a acceptat-o directorul Naghi, dar niciodată nu mi-a oprit banii. Naghi nu l-a sancționat tocmai pentru că Alexandru Poștoacă își dăduse singur o pedeapsă prea aspră.» Victor Naghi știa să răsplătească devotamentul și seriozitatea subalternilor care își îndeplineau sarcinile de serviciu. Tot maistrul Poștoacă relatează: «Am avut multe conflicte cu Naghi, dar constructive. Nu s-au lăsat cu jigniri. Că-i mai scăpau lui din gură… așa era obiceiul lui. Am intrat la Naghi, l-am salutat și m-am recomandat exact ca-n armată. Nu „am venit, tovarășul director.” Nu, ci „sunt Poștoacă Alexandru, de la secția…, fabrica…” „Ia, spune-mi tu mie. Însurat ești?”, m-a întrebat Naghi „Sunt.” „Soția unde lucrează?”, a vrut să știe directorul. „La FMA.”, a venit răspunsul maistrului. Soția sa lucra la Matrițerie, în meseria de frezor, fiind calificată la uzină. Naghi a continuat: „Îți faci bagajul…” Eu, când am auzit de bagaj, m-am gândit că cine știe ce-mi face! Abateri nu aveam, fiindcă eram conștiincios. „Pleci în concediu la Balaton.”, mi-a spus el. „Nu plec, tovarășul director, că nu prea am bani. Sunt cu casa în construcție”. „Banii ți-i dă uzina. Este câte un loc pentru o familie din fiecare județ al țării, care va pleca în concediu în Ungaria.”, a insistat Naghi. Eu mă gândeam: cum să mă urc în avion, că-mi era frică! Uzina mi-a dat bani de avion, tot, tot, tot. Am fost cazați la cel mai bun hotel. Acolo am întâlnit nemți, ruși, bulgari, unguri și români. N-am cheltuit niciun ban, uzina a plătit tot. Am fost foarte bine primiți și tratați în Ungaria.» Pe vremea lui Naghi, la ARO «se lucra la foc continuu, în 3 schimburi, intrările și ieșirile din tură fiind anunțate de o sirenă puternică - “vaca lui Naghi”, cum o numeau muncitorii».
Abordarea curajoasă, în fața puterii comuniste, a intereselor ARO
Victor Naghi avea un stil aparte de a “negocia” cu ministrul Industriei Construcțiilor de Mașini și chiar cu Nicolae Ceaușescu fondurile pentru Uzina ARO, fonduri fără de care nu putea să deruleze investiții. Pe timpul ministrului Ioan Avram, mergea pân-acolo încât îi transmitea ”avertismente” lui Nicolae Ceaușescu că pleacă de la Câmpulung, dacă nu-i dă bani pentru dotările de care avea nevoie fabrica. Inginerul Mihai Gâlcă, fost angajat ARO, relata că «Naghi îl lua de gât pe Avram și-i spunea: „Mă, Ioane, spune-i lui Ceaușescu că, dacă nu-mi trimite bani pentru mașini de strunjit tamburi și prese, ca să nu-mi mai duc mașinile deloc la Colibași, eu plec la București!” N-a durat decât o lună și jumătate - două și au venit matrițele.» Câmpulungenii spun că pensionarea lui Naghi a venit cu câteva luni înainte de vreme deoarece, printre altele, ”a supărat conducerea de partid, prin solicitarea de condiții umane de muncă pentru oamenii din uzină”.
Animarea și încurajarea sportului muscelean
Naghi era pasionat de fotbal și de biliard. Duminica era pe stadion iar, după orele de serviciu, se oprea, pentru câteva ore de relaxare, la Clubul ARO. Baza sportivă de la Parcul Kretzulescu și Stadionul municipal din Câmpulung au fost realizate în perioada în care uzina ARO era condusă de Victor Naghi. Fiind un mare împătimit al fotbalului, despre meciurile dintre ARO și Dacia, Victor Naghi spunea: „Era foarte frumos. Se făcea o bășcălie de mamă-mamă. Veneam cu eșarfa, ne ștergeam la ochi, făcându-le semn celor de la Dacia, că vor plânge după meci.”  Iar despre modul în care Naghi reușea să mobilizeze oamenii pentru a-i aduce pe stadion, atrăgându-și, totodată, simpatia fanilor, unul dintre foștii săi muncitori, își amintelte că ”De la uzină, până la stadion, Naghi mergea pe jos, însoțit de oamenii care voiau să vadă meciul. Era foarte popular, dacă mergea cu noi tot drumul. Vă dați seama ce om era! Director, să meargă cu tine pe jos?! Nu voia să ia mașina, ci avea plăcerea asta să meargă împreună cu noi, cu oamenii de rând! Pe toată durata meciului, mânca semințe. Când ai noștri dădeau gol, își lua șapca de pe cap și dădea cu ea de pământ, de bucurie, iar, când primeau gol, punea capul în pământ. Dacă Muscelul era în dezavantaj, părăsea stadionul supărat, înainte de terminarea meciului.”
Avea întotdeauna planuri mărețe
Fostul primar al Câmpulungului, Gheorghe Oancea, mărturisea că ”Prin anii '60 s-a pus problema să se construiască încă o întreprindere de automobile, era vorba de Dacia. Atunci, Naghi s-a dus cu propunerea la București, cu intenția să construiască această întreprindere pe Grui, mai ales că aveam meseriași de valoare la ARO. Chivu Stoica a venit la Câmpulung, a văzut platoul Gruiului, dar, după aceea, totuși, conducerea partidului a spus că mai bine se face Dacia la Colibași.”
Deasupra grajdurilor de la Schei, Naghi își dorea să construiască o fabrică de motoare, unde să se producă 200000 de motoare anual, pentru toată industria constructoare de mașini din România. Pe plan edilitar, Naghi intenționa să amenajeze Râul Târgului, astfel încât pe el să plutească gondole. 
Crearea, cu bună știință, a propriei personalități ca pe un model de succes
Victor Naghi avea un har de conducător ieși din comun, ”ceea ce nu-i desigur totuna cu plăcerea de a conduce oameni, știa să-i trezească pe adormiți, să tragă de cei înceți, să laude pe cei ce meritau, ori să-i batjocorească pe cei lipsiți de rușine, în fața tuturor”. El a pus interesele uzinei ARO mai presus de propria-i persoană, căci a iubit uzina, oamenii de acolo și Câmpulungul, într-un mod ieșit din comun, chiar dacă el era și a rămas bucureștean. Pentru a-și face cunoscută personalitatea în rândul angajaților săi, ”tovarășul Naghi” obișnuia să aibă cu fiecare nou-angajat o discuție separată, introductivă. El le arăta, ca pildă, ce scria pe faimoasa sa lozincă de la intrarea în fabrică: «Cea mai înaltă facultate e uzina» și, în final, le spunea, pe un ton autoritar și cât mai convingător: «De acum asta e casa ta». Tinerii din Uzina ARO erau încurajați în permanență de Victor Naghi, care le repeta aproape obsedant: „O să ajungem în vârf! Vom trăi bine și ne vom bucura de realizările noastre!”. Și el credea furibund în fiecare cuvânt astfel rostit. La un moment dat el a fost întrebat de ce spune că “cea mai înaltă facultate este uzina” și răspunsul lui a fost acesta: „Pentru că așa este. Dacă muncitorul lucrează la firul de păr, care are patru sutimi, și dacă un sfert din firul de păr nu-i iese, el plătește, că a făcut un rebut. Dă examen în fiecare zi. Asta este adevărata facultate. Să fii deștept în fiecare zi. Să iei acest examen al muncii zilnic. Acum nu mai iese muncitorul în evidență. Ies alții. Avem sute de doctori docenți. Au dat examen, au luat diploma și gata. Apoi ce mai fac? Degeaba au diplome în buzunar, dacă nu produc ceva, ulterior, cu cunoștințele lor.” 

## Cultul pentru Partidul Comunist Român
Eduard Țigler, unul dintre foștii angajați ARO, mărturisește despre Naghi că «Pentru dumnealui, partidul era suprem. Pe poarta 1 scrisese cu litere de-un metru, din tablă: „Pâinea noastră este Uzina”. Eu, din birou, vedeam scris pe laterala blocului administrativ: „Partidul m-a dat la școală. Partidul m-a educat. Pentru partid sunt dator să-mi dau și viața”». Însă vestita lozincă a uzinei ARO din vremea directorului Victor Naghi era alta: „Cea mai înaltă facultate este uzina” și această lozincă a devenit acum obiect de muzeu.

## Premii și recunoaștere
În decusul vieții, Victor Naghi a primit mai multe distincții, cele mai importante fiind următoarele:
1947 - Medalia ”Bărbăție și Credință" cu spade, clasa II;
1948 - ”Ordinul muncii” Clasa II, în timp ce era strungar la Fabrica ”Voina” din București;
1971 - Titlul de „Erou al Muncii Socialiste“ și Medalia de Aur „Secera și ciocanul“, în timp ce era director la ARO;
1981 - Ordinul „23 August“ clasa I, în timp ce era director la ARO.
În anii 1998-2000, Consiliul Local al municipiului Câmpulung, pe când Victor Naghi încă mai era în viață, a refuzat, în repetate rânduri, inițiativa lansată de ziarul local „Evenimentul Muscelean” și sprijinită de mii de localnici, ca fostului director al Uzinei ARO să i se acorde titlul de „Cetățean de Onoare” al Câmpulungului, pe motiv că a fost comunist.
Pe 8 noiembrie 2013, la inițiativa prof. univ. dr. Ștefan Trâmbaciu, director al Muzeului Municipal de Istorie Câmpulung, a avut loc vernisajul expoziției „Personalități câmpulungene: Victor Naghi, director general ARO Câmpulung”.

## Citate
Primul director ales de muncitori la Uzina de pompe în ziua naționalizării a fost Victor Naghi, un om care își cîștigase prin pricepere, respect, iar prin felul său deschis și „colorat" de a vorbi, o mare popularitate. Era încă de atunci, cum se spune cu dragoste, dar și cu un pic de invidie, o „figură", un om al cărui neastîmpăr îi făcea pe toți cei din jur să le fie rușine să stea și să privească de pe margine, un om despre care un poet scria că este „unul dintre miile de bărbați curajoși și destoinici din epopeea proletară a acestor ani... un om despre care se vorbește și bine, și rău. Îl vorbesc de bine cei care îi cunosc faptele și abia după aceea îl cunosc pe el și îl vorbesc de rău cei care nu au puterea să înțeleagă faptele, ci îi cunosc vorbele, iar Victor Naghi este atît de ocupat încît nu are totdeauna timp de vorbe frumoase [...] Nu-i lipsesc de atunci nici șublerul și nici șapca de care Victor Naghi nu s-ar despărți, niciodată, păstrîndu-le, fără s-o declare, ca însemne ale apartenenței sale muncitorești definitive, apartenență pe care nici înălțimea scaunului și nici telefoanele n-au reușit și nu vor reuși să i-o schimbe. 
Mihai Pelin - scriitor
La Câmpulung a existat pe vremuri un mare conducător despre care am scris de curând în Evenimentul Muscelean. E vorba despre legendarul, deja, Victor Naghi, care e mai cunoscut decât mașinile ARO, în mediile de afaceri capitaliste cu care a avut relații de colaborare uzina musceleană! El o ținea una și bună că „Uzina este cea mai înaltă facultate”. A fost luat în derâdere de mulți așa-ziși șmecheri intelectuali…, pentru că el nu avea facultate… (Era coleg de liceu la seral cu muncitori din uzina unde era director și după care mai copia la câte o teză...). Dar asta e altă poveste.
Nicolae Badiu - ziarist
Fost strungar, cunoștea valoarea meseriei și a meseriașului și, spre deosebire de alti directori, nu ezita să se coboare până la nivelul muncitorului de rând. Naghi era mereu printre oameni și din acest motiv mai toți angajații aveau de povestit câte ceva despre el, o întâmplare interesantă, poate chiar savuroasă, pe care o trăiseră personal. Slobod la gură, pitoresc uneori, Naghi știa și să fie un adevărat zbir, iar în relația cu greii Partidului Comunist, atât de la județ, cât și din Capitală, nu ducea lipsă de tupeu.
Mihai Bălescu - publicist